# Bulbophyllum longivagans
Bulbophyllum longivagans là một loài phong lan thuộc chi Bulbophyllum.